# Siglé
Siglé è un dipartimento del Burkina Faso classificato come comune, situato nella Provincia  di Boulkiemdé, facente parte della Regione del Centro-Ovest.
Il dipartimento si compone del capoluogo e di altri 17 villaggi: Balogho, Bologo, Boukou, Dacissé, Daurnogomdé, Kouria, Lallé, Makoula, Nafougo, Palagré, Palilgogo, Séguédin, Semtenga, Temnaoré, Tia, Tio e Yargo.